# Richard Liebich
Carl Richard Liebich(g) (* 9. Mai 1810 in Gera; † 12. Januar 1867 ebenda) war ein deutscher Richter und Politiker.

## Leben
Liebich war der Sohn des Reußischen Regierungs- und Lehnssekretär Christian Friedrich Liebich in Gera und dessen Ehefrau Christiane Dorothea Friedericke geborene Hennig. Er war evangelisch-lutherischer Konfession und heiratete im Juni 1837 Bertha Schenk, die Tochter des Erb-, Lehn- und Gerichtsherren auf Zwätzen Ernst Louis Schenk.
Liebich studierte Staats- und Rechtswissenschaften und schloss das Studium mit der Promotion zum Dr. jur. ab. Er war bis 1837 Akzessist in Gera und wurde dann dritter Aktuar am Kriminalgericht Gera und dort ab 1839 zusätzlich bei der Ablösekommission beschäftigt. Später war er Mitarbeiter am Justizamt Schleiz. Bist 1844 war er dort Amtssekretär danach Vorstand des Justizamtes mit dem Titel Amtmann. 1849 wechselte er als Dirigent an das Landgericht Lobenstein. Ab 1856 war er Appellationsgerichtsrat in Gera und ab 1863 Rat am Kreisgericht Gera. 1865 trat er in den Ruhestand.
Vom 20. Februar 1856 bis 1857 war er Abgeordneter im Landtag Reuß jüngerer Linie.

## Auszeichnungen
- Kriminalrat (1844)
- Geheimer Justizrat (1858)
- Fürstliches Zivil-Ehrenkreuz I. Klasse (1856)
- Ritterkreuz des herzoglich Sachsen-Ernestinischen Hausordens (1856)